# Václav Havel

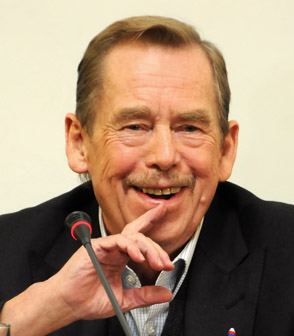
Václav Havel (2009)

Václav Havel [ˈvaːt͡slaf ˈɦavɛl] (* 5. Oktober 1936 in Prag; † 18. Dezember 2011 in Vlčice-Hrádeček) war ein tschechischer Dramatiker, Essayist, Menschenrechtler und Politiker, der während der Herrschaft der kommunistischen Partei einer der führenden Regimekritiker der Tschechoslowakei war und zu den Initiatoren der Charta 77 gehörte. Nach der Samtenen Revolution, an der er maßgeblich beteiligt war, war er von 1989 bis 1992 der letzte (neunte) Staatspräsident der Tschechoslowakei und von 1993 bis 2003 der erste der Tschechischen Republik. Er ist einer der Wegbereiter der deutsch-tschechischen Aussöhnung. Havel war Mitglied in der Schriftstellergemeinde Obec spisovatelů und Ehrenmitglied im Club of Rome.

## Leben
Havel entstammte einer einflussreichen Prager Großbürgerfamilie. Sein Vater Václav Maria Havel war Bauunternehmer, seine Mutter Božena Havlová, geborene Vavrečková, war Kunsthistorikerin und Malerin. Sein Großvater Vácslav Havel ließ unter anderem den berühmten Lucerna-Vergnügungskomplex am Prager Wenzelsplatz, sein Onkel die Prager Filmstudios Barrandov erbauen. Der Großvater mütterlicherseits Hugo Vavrečka war Botschafter in Budapest und Wien. Václav Havel hatte einen jüngeren Bruder namens Ivan (1938–2021), der Wissenschaftler im Bereich der Informatik und Kybernetik wurde, später Dissident und 1989 einer der Mitgründer des Bürgerforums. Sie wuchsen in Prag und auf dem Familien-Sommersitz Havlov auf.
Nach dem Februarumsturz im Jahr 1948 und der Machtübernahme durch eine kommunistische Regierung wurde der Besitz der Familie Havel wie sämtliches Privateigentum enteignet und damit in Staatsbesitz überführt. Der Vater arbeitete in der Folge als Büroangestellter, die Mutter als Fremdenführerin. Wegen seiner bürgerlichen Herkunft wurde die Ausbildung des jungen Václav behindert. Er durfte nach Beendigung der Schulpflicht 1951 keine weiterführende Schule besuchen, arbeitete als Assistent in einem Chemielabor und schloss eine sekundäre Ausbildung in einer Abendschule ab. Nebenbei arbeitete er als Taxifahrer, um den Besuch der Abendschule zu finanzieren. Aus politischen Gründen an keiner geisteswissenschaftlichen Fakultät zugelassen, begann er 1954 ein Ökonomiestudium an der Technischen Hochschule Prag, das er nach zwei Jahren abbrach.

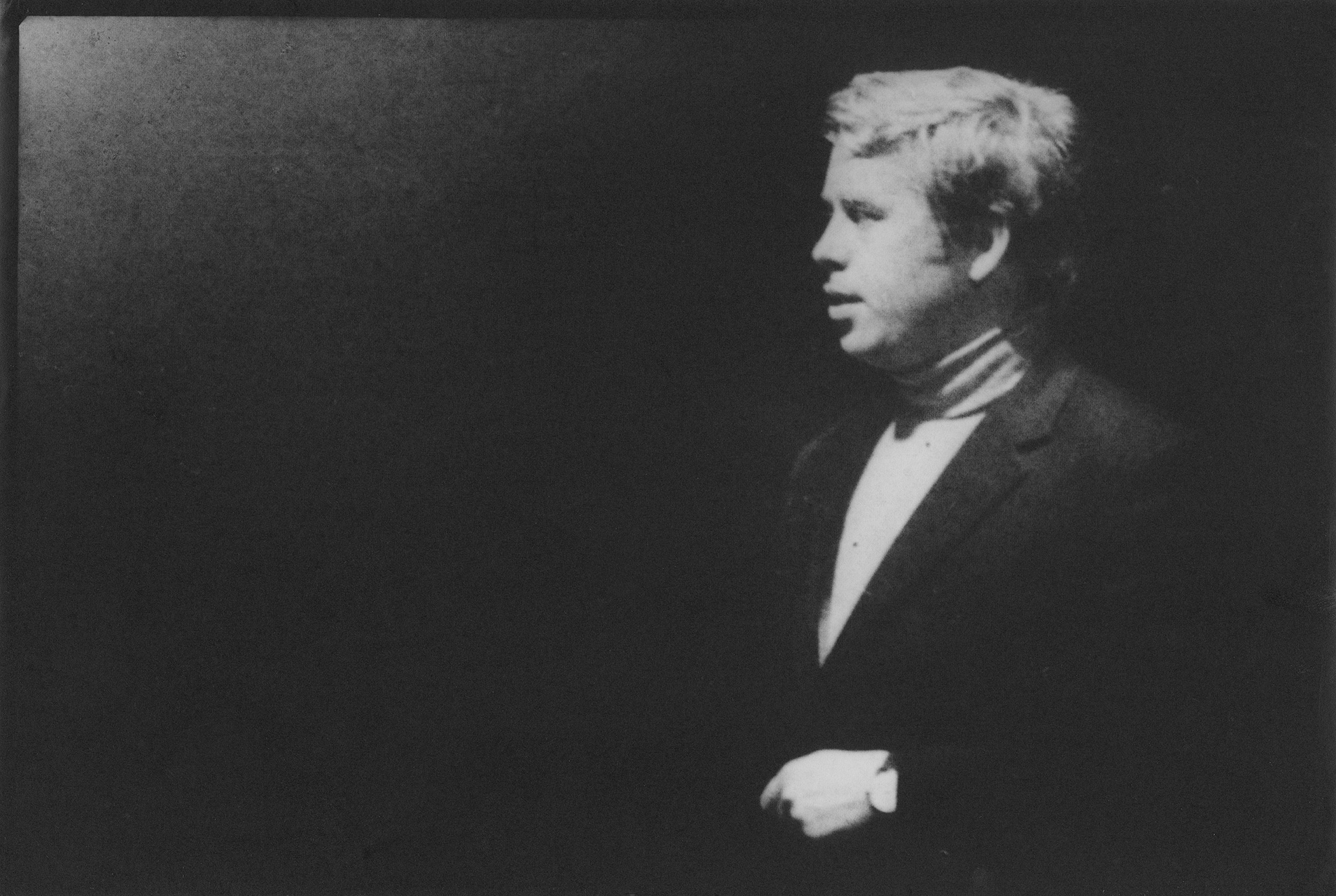
Václav Havel (1965)

Nach weiteren zwei Jahren, in denen er in der tschechoslowakischen Volksarmee Militärdienst leistete, fand er 1959 Arbeit als Bühnentechniker in zwei kleinen Prager Theatern, dem Divadlo ABC und dem Theater am Geländer, wo er dann nacheinander Beleuchter, Sekretär, Lektor, Dramaturg und schließlich „Hausautor“ wurde. 1963 entstand als erstes selbstständiges Bühnenwerk Das Gartenfest, dessen deutsche Erstaufführung im Oktober 1964 in der Werkstatt des Berliner Schillertheaters stattfand. Die Uraufführung im Jahr davor hatte, wie Arno Widmann schreibt, Havel zu einem jener gemacht, „die mithalfen, Prag zu einem der künstlerisch interessantesten Orte der kommunistischen Welt zu machen.“
Im Jahr 1965 folgte Die Benachrichtigung, wiederum im Schillertheater uraufgeführt. Seit seinem 20. Lebensjahr hatte Havel Artikel auch für Literatur- und Theaterzeitschriften geschrieben. Seine in der Tradition des absurden Theaters stehenden Stücke und seine Artikel prägten und zeigen die Atmosphäre vor dem Prager Frühling.
Berühmte Theaterstücke Havels aus dieser Zeit sind auch Das Memorandum (1965) und die Erschwerte Möglichkeit der Konzentration (1968), das aus der Abschlussarbeit seines Fernstudiums an der Theaterfakultät in den Jahren 1962 bis 1966 hervorgegangen ist. 1967 auf dem IV. Schriftstellerkongress in Prag erregte Havel erstmals politisch Aufsehen, als er die Zensur und die Absurdität des Machtapparates der kommunistischen Partei öffentlich kritisierte.
Während des Prager Frühlings 1968 war er Vorsitzender des „Klubs unabhängiger Schriftsteller“ und entwickelte sich zum prominentesten und konsequentesten Wortführer der nichtkommunistischen Intellektuellen, die den von Alexander Dubček eingeleiteten Reformprozess unterstützten.
Während der sogenannten „Normalisierung“ nach der Niederschlagung des Prager Frühlings durch Truppen des Warschauer Paktes trat Havel immer wieder öffentlich gegen das Regime unter Präsident Gustáv Husák auf und war 1977 einer der drei Hauptinitiatoren der Charta 77, einer Bürgerrechtsbewegung, die Ende der 1970er und in den 1980er Jahren zum Zentrum der Opposition wurde.
In dieser Zeit wurde Havel dreimal verhaftet und verbrachte insgesamt etwa fünf Jahre im Gefängnis. Literarisches Zeugnis dieser Zeit sind die Briefe an Olga, seine Frau Olga Havlová, geborene Šplíchalová (1933–1996), die er 1956 kennengelernt und 1964 geheiratet hatte und die bis zu ihrem Tod seine Lebensgefährtin war. Havels Gefängnisstrafen wurden erst 1983 nach internationalen Protesten ausgesetzt, als Havel erkrankte und daraufhin in ein öffentliches Krankenhaus entlassen wurde.
Nach der Okkupation durch die Truppen des Warschauer Vertrags im August 1968 widersetzte sich Havel der kommunistischen Gleichschaltung und erhielt in der Tschechoslowakei Aufführungs- und Publikationsverbot. Seine Werke wurden in dieser Zeit aber fast vollständig im Rowohlt Verlag in Deutschland publiziert. Am 16. Januar 1989, dem 20. Jahrestag der Selbstverbrennung von Jan Palach am Wenzelsplatz in Prag, wollte Havel an einer Gedenkveranstaltung teilnehmen, wurde verhaftet und am 21. Februar wegen „Rowdytums“ als Wiederholungstäter zu neun Monaten verschärfter Haft verurteilt. Als er dann den Friedenspreis des Deutschen Buchhandels in Frankfurt am Main entgegennehmen wollte, durfte er nicht ausreisen. Der Schauspieler Maximilian Schell verlas seine vorbereitete Rede.

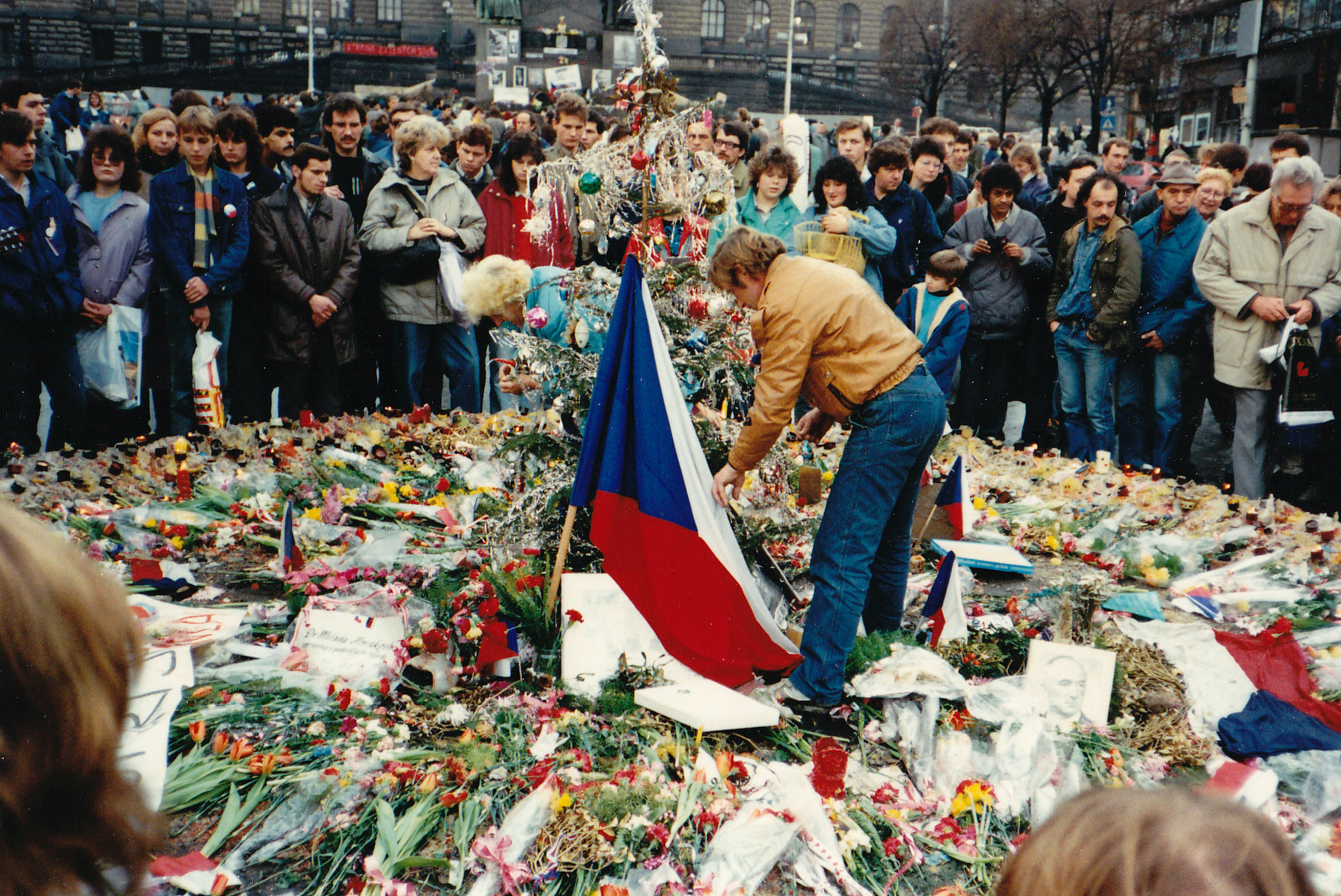
Demonstration am Wenzelsplatz

Havel war eine der tragenden Persönlichkeiten in der zunächst von Studenten und Künstlern getragenen Samtenen Revolution in der Tschechoslowakei. Vorher hatte er in den 1980er Jahren, als das politische Klima etwas liberaler wurde, die Petition Einige Sätze („Několik vět“) mitinitiiert. Nun wurde er zum führenden Vertreter des während der Revolution (am 19. November 1989) gegründeten Bürgerforums Občanské fórum (OF). Der Umbruch in der politischen Situation in der Tschechoslowakei war praktisch besiegelt, als Havel als Kandidat des Bürgerforums am 29. Dezember 1989 von den – bis dahin kommunistischen – Vertretern der Föderalversammlung zum Staatspräsidenten gewählt wurde. In dieser Funktion führte er das Land am 5. Juli 1990 zu freien Wahlen. Das neue Parlament bestätigte ihn als parteilosen Präsidenten.

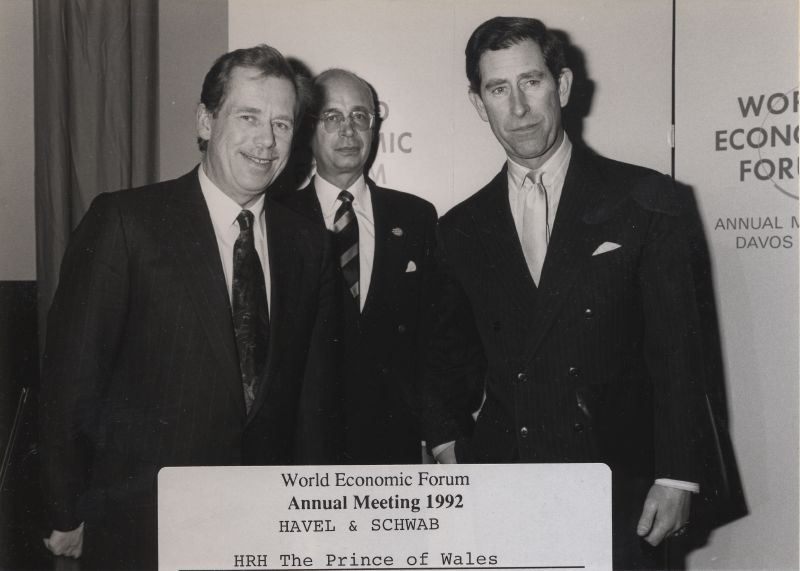
Václav Havel (links) mit Klaus Schwab und Prinz Charles auf dem Weltwirtschaftsforum 1992 in Davos

Während seiner Amtsperiode als Staatsoberhaupt der Tschechischen und Slowakischen Föderativen Republik – so der neue Name des Staates – nahmen jedoch die Auseinandersetzungen und Kontroversen zwischen den Tschechen und den Slowaken zu. Havels Versuche, die Föderation zu erhalten, waren erfolglos.
Bei den nächsten Präsidentenwahlen am 3. Juli 1992 bekam Havel von den Abgeordneten keine ausreichende Stimmenzahl und trat zurück, obwohl er nach damaliger Verfassung das Regierungsamt noch drei Monate nach dem Ende seiner Amtszeit hätte ausüben können. Der Grund für die Abstimmungsniederlage war vor allem, dass er sich für eine Beibehaltung eines gemeinsamen Staates der Tschechen und Slowaken ausgesprochen hatte und nationale Sonderbestrebungen verurteilte. Bei der Abstimmung fehlten ihm daher Stimmen der slowakischen Abgeordneten.
Nach der friedlichen Trennung von Tschechien und der Slowakei zum 1. Januar 1993 wurde Havel am 26. Januar 1993 mit großer Mehrheit zum Präsidenten der Tschechischen Republik gewählt. Am 20. Januar 1998 wurde er in seinem Amt bestätigt; seine zweite Amtszeit endete am 2. Februar 2003. Laut Verfassung konnte er nicht nochmals für das höchste Amt im Staat kandidieren.

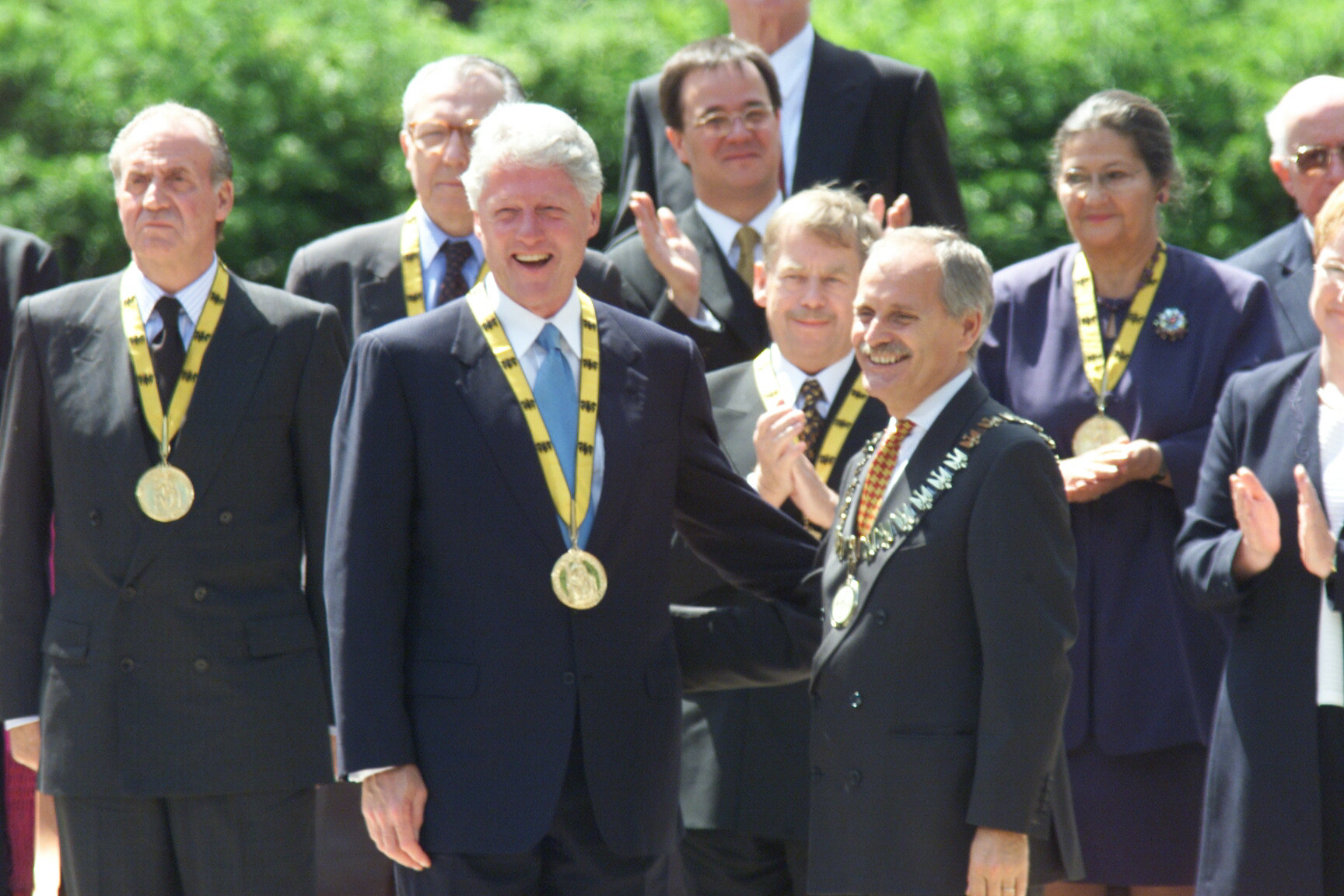
Havel mit Bill Clinton, König Juan Carlos I. und Simone Veil (2000)

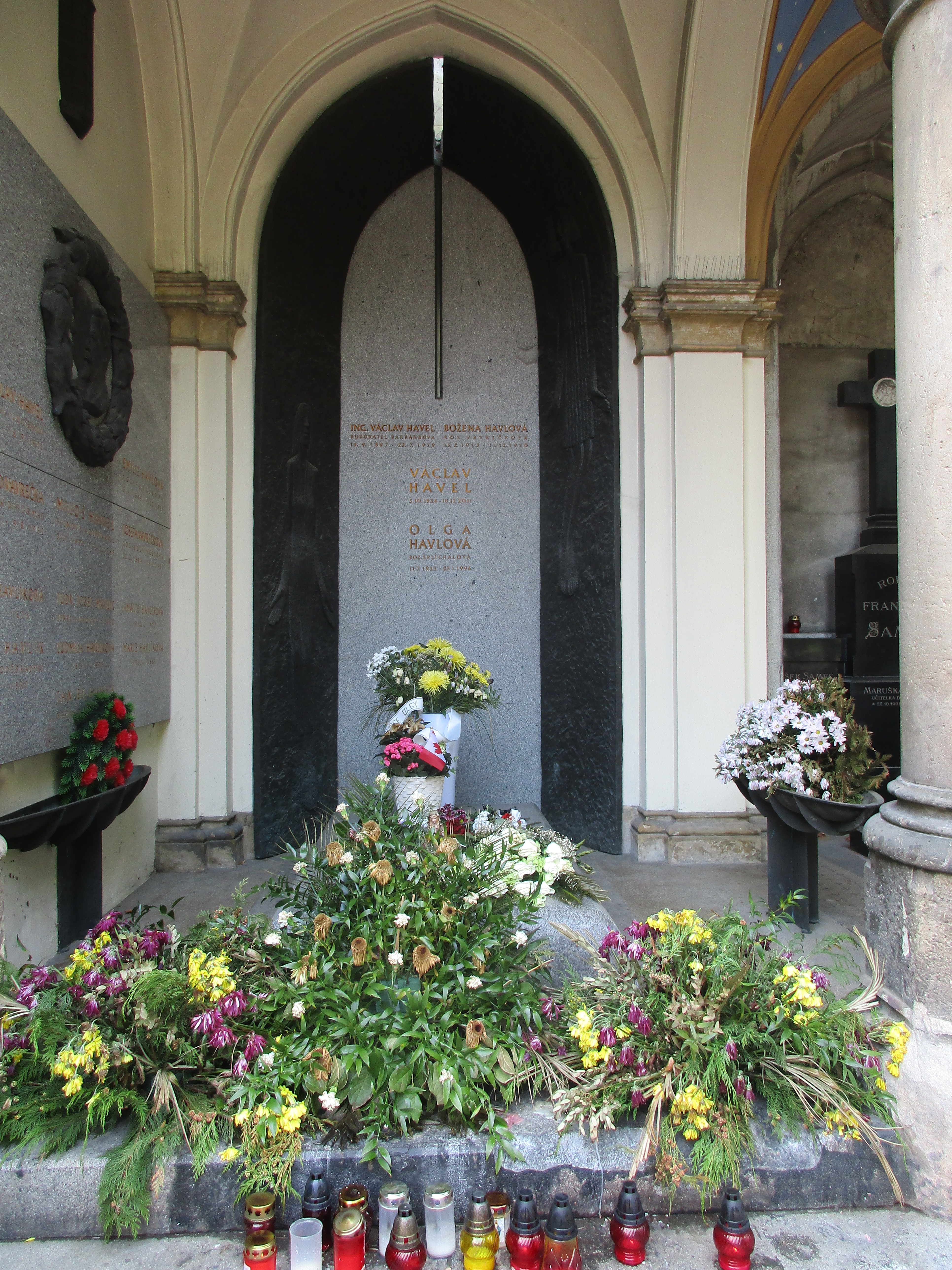
Grabstätte von Václav Havel

Václav Havel war ein überzeugter Europäer, der auf die europäische Integration setzte. Der im Dezember 2002 abgehaltene EU-Gipfel von Kopenhagen legte als Havels Verdienst den Grundstein zur Eingliederung Tschechiens in die Europäische Union.
Seit 1997 war er in zweiter Ehe mit der Schauspielerin Dagmar Veškrnová verheiratet.
Von 1995 bis 2000 gehörte er der Jury des Internationalen Nürnberger Menschenrechtspreises an.
Havel starb im Alter von 75 Jahren am 18. Dezember 2011 auf seinem Landsitz im nordböhmischen Ort Hrádeček (Gemeinde Vlčice) bei Trutnov im Riesengebirge an den Folgen einer Atemwegserkrankung, die er durch seine zahlreichen Gefängnisaufenthalte erlitten hatte. Zudem war ihm wegen eines diagnostizierten Lungenkrebses 1996 ein Tumor und ein Teil des rechten Lungenflügels entfernt worden.
Er wurde mit einem Staatsakt geehrt und die Urne mit seiner Asche auf dem Vinohrady-Friedhof in Prag beigesetzt.

## Weltsicht

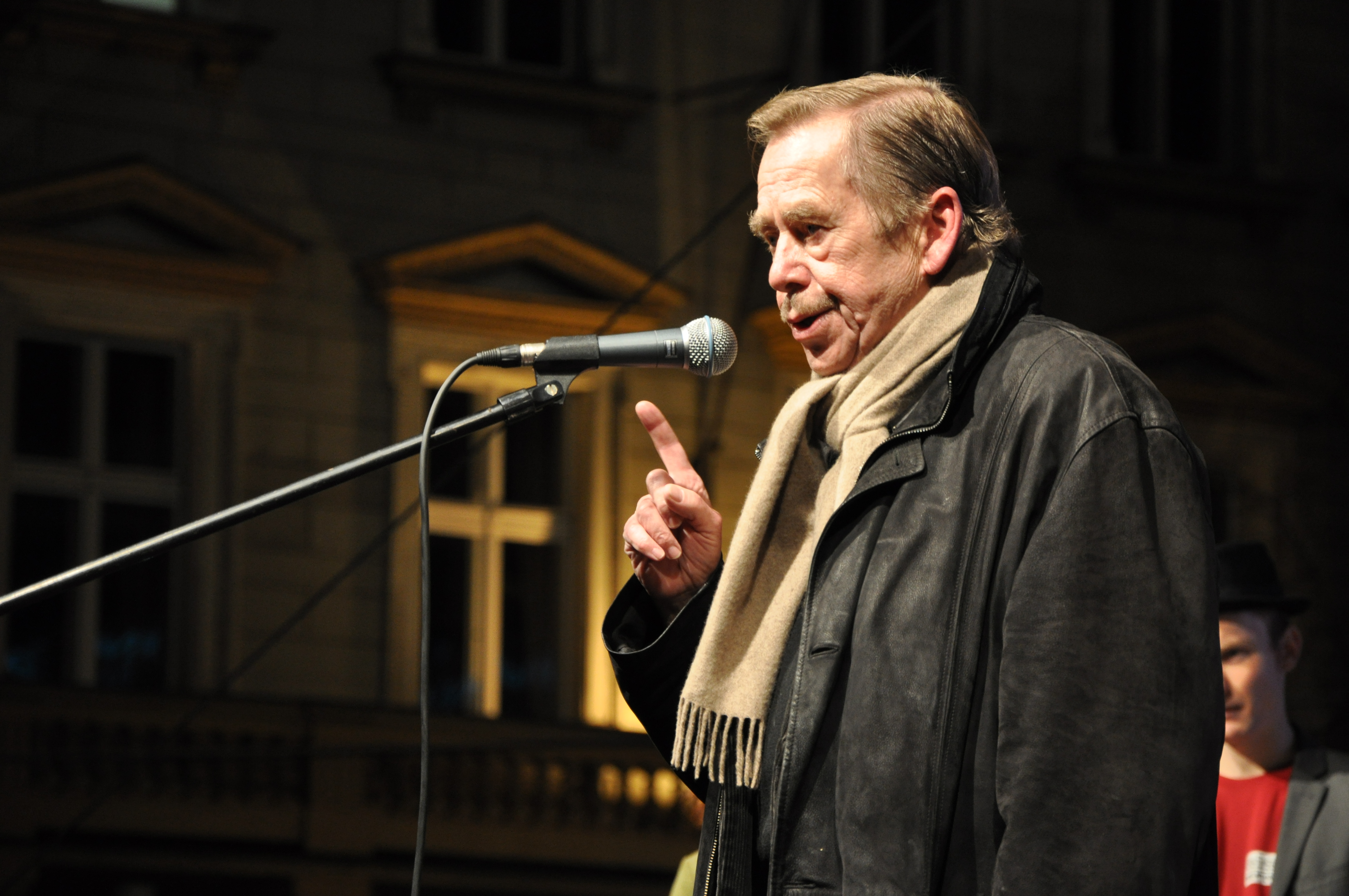
Václav Havel (2009)

Václav Havel ist ein Vertreter des absurden Theaters, und seine Erzählwerke stehen in dessen Tradition.
Bestimmendes Grundthema in Havels dramatischem wie essayistischem Werk – als Ursache der Absurdität – war die Entfremdung des heutigen Menschen von der von ihm genannten Lebenswelt, einer Idealvorstellung der Menschen auf Erden. Diese werde dadurch hervorgerufen, dass in der aufgeklärten Fortschritts-Gesellschaft die Wissenschaft die Position der obersten Instanz, die zuvor dem unbekannten Höheren (Gott oder ähnlichem) vorbehalten war, eingenommen hat. Diese Entfremdung sah Havel als Ursache der Probleme der heutigen Menschheit mit der Umweltzerstörung, die durch eine von der Wissenschaft ermöglichte Technisierung der Ökonomie hervorgerufen wurde; aber auch in den ehemaligen Diktaturen des Kommunismus und deren Vorstellung einer wissenschaftlich zu organisierenden, gleichberechtigten Lebenserwerbs-Gesellschaft (wissenschaftlicher Sozialismus), eine Extremform der Entfremdung. Davon zeugt nach Meinung von Havel eine auf Lügen aufgebaute Gesellschaft, in denen Worte ihren Sinn verlieren, so etwa das im Ostblock inflationär gebrauchte Wort Frieden, das in diesem Regierungssystem eigentlich nur die Bewahrung des Status quo und somit die Aufrechterhaltung der Macht des Bündnisses bedeutete. In seinen Theaterstücken zeigte Havel die Absurdität dieser Situation. In seinen Essays ist durchgängig das Thema der Entfremdung in der von der Wissenschaft beherrschten Welt erkennbar. Beeinflusst wurde Havel in dieser Vorstellung dem eigenen Bekunden nach von dem tschechischen Philosophen Václav Bělohradský.
Václav Havel gilt als einer der wichtigsten Verfechter der deutsch-tschechischen Versöhnung. Bereits 1990 hat er als der erste bedeutende tschechoslowakische Politiker die Vertreibung der Deutschen aus der Tschechoslowakei nach dem Jahr 1945 verurteilt, was ihm Anfeindungen in der Tschechoslowakei einbrachte. Am 21. Januar 1997 unterzeichnete er zusammen mit dem deutschen Bundeskanzler Helmut Kohl die Deutsch-Tschechische Erklärung, ohne Entschädigungsfragen zu thematisieren, was ihm erbitterte Kritik sowohl bei den tschechoslowakischen NS-Opfern aus der Zeit des Protektorats wie auch vom Heimatvertriebenenverband der Sudetendeutschen einbrachte.

## Auszeichnungen

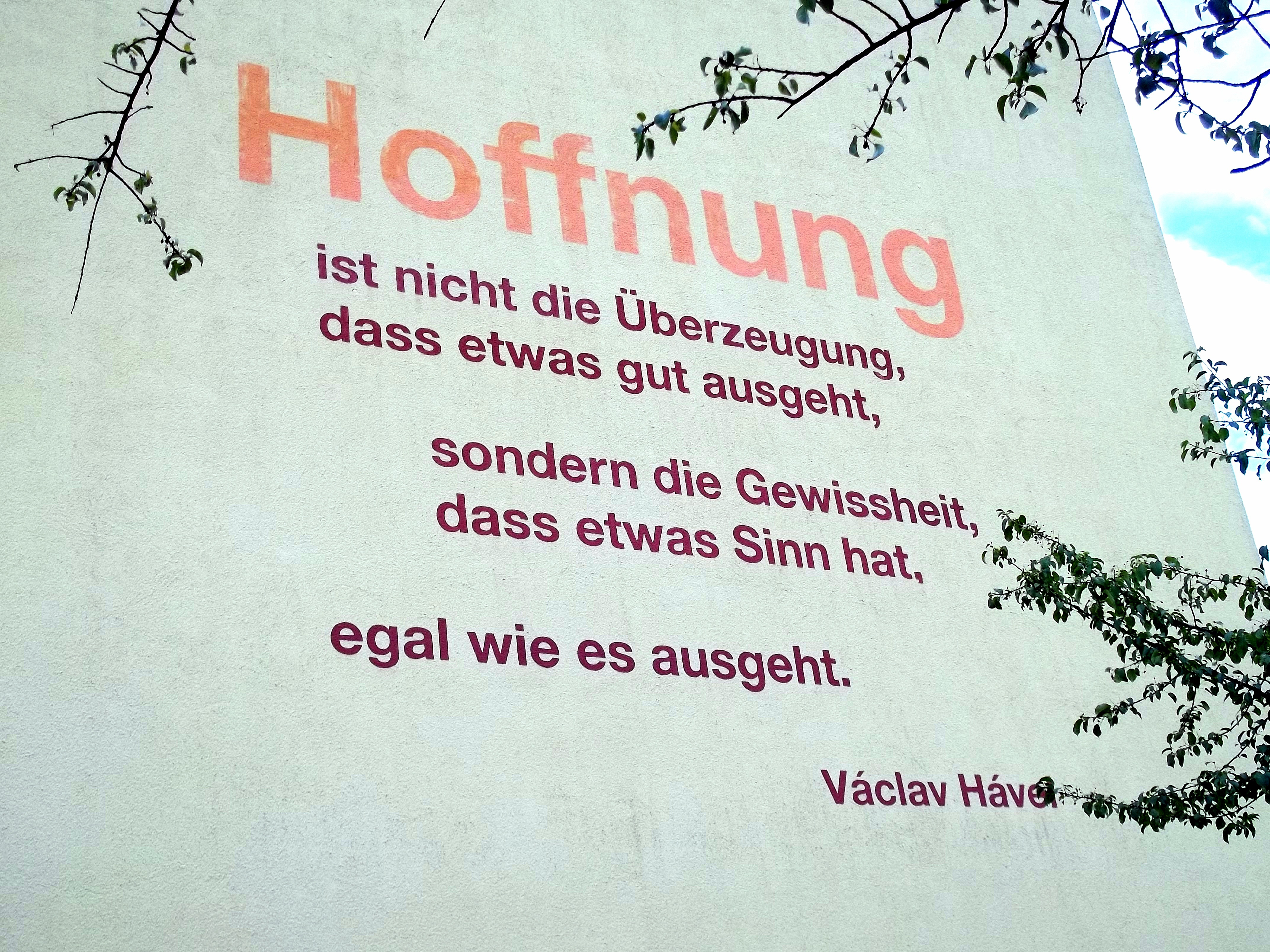
Großflächiges Zitat von Václav Havel über Hoffnung, gefunden an der Giebelwand eines Wohnblocks in Weimar in der Ettersburger Straße (stadtauswärts rechts)

Havels literarisches und dramatisches Werk sowie sein lebenslanges Streben nach der Erhaltung der Menschenrechte wurde mit einer Reihe von literarischen Auszeichnungen, internationalen Preisen und Ehrendoktortiteln gewürdigt.
Am 15. Oktober 1989 erhielt Havel in Abwesenheit den Friedenspreis des Deutschen Buchhandels. Eine Teilnahme an der Feierstunde in der Frankfurter Paulskirche war für ihn nicht möglich, da ihm die Ausreise verwehrt wurde. Stattdessen bat er seinen Freund Maximilian Schell, die von ihm verfasste Rede vorzutragen.
1990 erhielt er den Preis Das politische Buch von der Friedrich-Ebert-Stiftung. Ebenfalls 1990 wurde Havel in der Schweiz mit dem Gottlieb-Duttweiler-Preis für seine politische Arbeit gewürdigt, die Laudatio von Friedrich Dürrenmatt kurz vor dessen Tod bewegte die Schweiz nachhaltig. Die UNESCO verlieh ihm 1990 den Simón-Bolívar-Preis. Im gleichen Jahr erhielt er in Italien den Literaturpreis Premio Malaparte. Im Jahr 1991 wurde Havel mit dem internationalen Karlspreis zu Aachen „in Würdigung seines Einsatzes für den Geist der Freiheit und die Verwirklichung des Friedens in seinem Land und in ganz Europa“ geehrt. 1993 verlieh ihm die Theodor-Heuss-Stiftung den Theodor-Heuss-Preis in Anerkennung seines demokratischen Engagements und seiner Zivilcourage. 1995 wurde ihm die Ehrendoktorwürde der Technischen Universität Dresden verliehen. Im selben Jahr wurde er zusammen mit Richard von Weizsäcker für die gemeinsame Entspannungspolitik mit dem  Premi Internacional Catalunya ausgezeichnet. 1998 erhielt Havel den Internationalen Preis des Westfälischen Friedens. Den internationalen Adalbert-Preis erhielt er 1999. 2000 wurde Havel mit dem französischen Prix mondial Cino Del Duca geehrt, seit 1991 war Havel Ehrenmitglied der American Academy of Arts and Letters, seit 1995 Mitglied der American Philosophical Society und seit 2001 Ehrenmitglied der American Academy of Arts and Sciences.
Er wurde 2002 für sein literarisches Lebenswerk mit dem Hans-Sahl-Preis ausgezeichnet und im gleichen Jahr zum Ehrenmitglied der Deutschen Akademie für Sprache und Dichtung gewählt. 2003 bekam Havel den Hanno R. Ellenbogen Citizenship Award in Prag, das Großkreuz mit Halskette des tschechischen Ordens des Weißen Löwen, den Deutschen Nationalpreis der Deutschen Nationalstiftung und den Gandhi-Friedenspreis der indischen Regierung. 2004 wurde Havel mit der höchsten zivilen Auszeichnung der USA, der Freiheitsmedaille (The Presidential Medal of Freedom), und dem Light of Truth Award ausgezeichnet. 2005 erhielt er das Österreichische Ehrenzeichen für Wissenschaft und Kunst, 2006 den Brückenpreis der Stadt Regensburg, 2007 den Dolf-Sternberger-Preis und 2008 aufgrund seiner Verdienste um die deutsche Einheit den Point-Alpha-Preis (Laudator war der ehemalige deutsche Außenminister Hans-Dietrich Genscher). 2009 erhielt Havel den Internationalen Demokratiepreis der Stadt Bonn, den Quadriga-Preis, sowie die Goldene Henne, die erneut seine Verdienste um die deutsche Einheit würdigte. 2010 wurde er mit dem Prager Franz-Kafka-Literaturpreis, 2011 mit einem St. Georgs-Orden ausgezeichnet. 2020 wurde er vom tschechischen Staat postum als Widerstandskämpfer gegen die kommunistische Diktatur anerkannt.
Havel wurde mehrere Male, zuletzt 2004, für den Friedensnobelpreis vorgeschlagen. Dieser wurde ihm aber nicht zugesprochen.

## Werke (Auswahl)
- Das Gartenfest, Theaterstück 1963
- Die Benachrichtigung, Theaterstück 1964/65
- Protest, Theaterstück 1988
- Versuch, in der Wahrheit zu leben. (Originaltitel: Die Macht der Ohnmächtigen) Rowohlt, Reinbek 1978, ISBN 978-3-499-12622-2. (Auszug)
- Die Vaněk-Trilogie. Audienz, Vernissage, Protest. Versuchung. Sanierung. Rowohlt, Reinbek 1989, ISBN 3-499-12737-7
- Briefe an Olga. Betrachtungen aus dem Gefängnis. Rowohlt, Reinbek 1989, ISBN 3-499-12732-6
- Fernverhör. Rowohlt, Reinbek 1990, ISBN 3-499-12859-4
- Die Gauneroper. Das Berghotel. Erschwerte Möglichkeit der Konzentration. Der Fehler. Theaterstücke. Rowohlt, Reinbek, 1990, ISBN 3-499-12880-2
- Angst vor der Freiheit: Reden des Staatspräsidenten. Hrsg.: Vilém Precan (= rororo. Nr. 13018). 1. Auflage. Rowohlt, Reinbek bei Hamburg 1991, ISBN 3-499-13018-1.
- Moral in Zeiten der Globalisierung. Aus dem Tschechischen von Joachim Bruss und Eva Profousová. Rowohlt, Reinbek 1998. ISBN 3-499-22382-1
- Fassen Sie sich bitte kurz. Gedanken und Erinnerungen zu Fragen von Karel Hvízd'ala. Rowohlt, Reinbek 2007, ISBN 3-498-02990-8 (Autobiografie 1990–2003)
- Fünfzehn Stimmungen. Briefe aus dem Gefängnis mit Photographien des Magnum Reporters Erich Lessing. Verlag Thomas Reche, Neumarkt i. d. Opf. 2011, ISBN 978-3-929566-99-4

## Audio
- Achtzig mal Watschlaff – Ein Heldenspektakel für Vaclav Havel, 53:44 Minuten, von Martin Becker und Tabea Soergel Deutschlandfunk, 2. Oktober 2016 (1/2 Jahr online)